# Jacques-Paul Martin
Jacques-Paul Martin (Amiens, 26 de agosto de 1908 - Cidade do Vaticano, 27 de setembro de 1992) foi um cardeal francês.

## Vida

### Educação e progressão através da Igreja
Martin recebeu sua educação na Universidade de Estrasburgo, onde obteve uma licenciatura em Letras. Frequentou a Pontifícia Universidade Gregoriana de 1929 a 1936, onde obteve um doutorado em teologia; isso seguiu sua tese "Le Louis XIV de Charteaux, Dom Inocêncio Le Masson" ("O Cartusiano Luís XIV, Dom Inocêncio Le Masson").
Martin frequentou a Pontifícia Academia Eclesiástica de Roma entre 1936 e 1938 e a Pontifícia Universidade Lateranense, onde obteve o Doutorado em Direito Canônico.
Foi ordenado em 14 de outubro de 1934 e estudou mais em Roma de 1934 a 1938. Ele se juntou a Secretaria de Estado do Vaticano em 1938. Ele era um membro da delegação papal ao 34º Congresso Eucarístico Internacional em Budapeste (12 de maio de 1938) e nomeado Privy Chamberlain supranumerário em 2 de junho de 1941. Ele foi nomeado Prelado Doméstico de Sua Santidade em 20 de junho de 1951, e um enviado especial para a celebração do Jubileu de Prata de Haile Selassie I, imperador da Etiópia em 1954. Ele foi nomeado Cônego da basílica patriarcal do Vaticano e do supranumerário protonotário apostólico em 10 de dezembro de 1958. Ele acompanhou Paulo VI em sua peregrinação à Terra Santa em janeiro de 1964.
Foi eleito bispo titular de Neapoli di Palestina em 5 de janeiro de 1964 e consagrado em 11 de fevereiro de 1964 por Paolo Marella, auxiliado por Angelo Dell'Acqua e Paul-Pierre Philippe.
Martin foi nomeado Prefeito da Casa Pontifícia em 9 de abril de 1969, ele foi promovido ao título pessoal de Arcebispo e se tornou Prefeito emérito em 18 de dezembro de 1986. Ele foi criado cardeal diácono no consistório de 28 de junho de 1988. Ele recebeu o barrete vermelho e a diaconia do Sacro Cuore di Cristo Re no mesmo dia.

## Morte
Martin morreu na Cidade do Vaticano em 27 de setembro de 1992, aos 84 anos, após um grave ataque cardíaco. Ele foi enterrado na Capela dos Cânones da Basílica de São Pedro (dentro do Cemitério Campo Verano de Roma), mas depois foi transportado para a capela Riconciliazione dentro da Basílica do Sacro Cuore di Cristo Re em Roma em 2 de dezembro de 1997.